# Suanpan
Un suanpan est un boulier chinois utilisé en Chine. Le zhusuan est la méthode traditionnelle de calcul mathématique au moyen de ce boulier.

## Histoire
Le boulier est sans doute l'un des plus anciens instruments de calcul de l’histoire de l’humanité. Avant son apparition, les hommes calculaient en traçant des signes sur des surfaces meubles, puis en manipulant des objets divers. Dans l’antiquité, vers 400 av. J.-C., on utilisait des tablettes recouvertes de sable ou de poussière, les « abaques » (du grec abax : sable), avant que n’apparaisse le premier boulier de l’histoire, 300 av. J.-C.. Quelques siècles plus tard, on y introduit des galets ou des jetons glissant sur des rainures, et ce n’est qu’au Moyen Âge qu’il prendra sa forme définitive, en Chine, sous la Dynastie de Ming (XIVe siècle) pour être largement utilisé dans le commerce. Il y supplante la surface à calculer et les baguettes de calcul.
Les origines du suanpan remonte 770-476 av. J.-C.
On en trouve une illustration sur un ouvrage datant du XIIe siècle sous sa forme définitive. Sur chaque tige, on trouve 5 boules représentant une unité et 2 boules représentant 5 unités, séparées par une barre centrale. 
Son usage a été enseigné à Hong Kong jusqu'à la fin des années 1960, et jusque dans les années 1990 en République populaire de Chine, avant de reculer significativement au profit des calculatrices électroniques.
Dans les années 1950, l'équipe scientifique japonaise ayant conçu le premier sous-marin nucléaire du pays, le Long March-1, s'est aidée d'un suanpan pour effectuer leurs calculs. La China Shipbuilding Industry Corporation comptait de nombreuses équipes spécialisées dans les calculs avec un suanpan. Les suanpans sont toujours utilisés par les écoliers japonais au XXIème siècle. Le suanpan est inscrit au patrimoine culturel immatériel de l'Unesco en 2013.

## Manipulation
Il permet en particulier d'effectuer rapidement les quatre opérations de base (addition, soustraction, multiplication, division), ainsi que les racines carrées et cubiques.
Il permet de calculer en base 10 ; mais les deux boules quinaires de chaque tige permettent également de calculer en base 16, ce qui servait peut-être pour manipuler les unités de capacité chinoises (1 livre 斤 jin = 16 onces 兩 liang).